# Augsburger Christkindlesmarkt

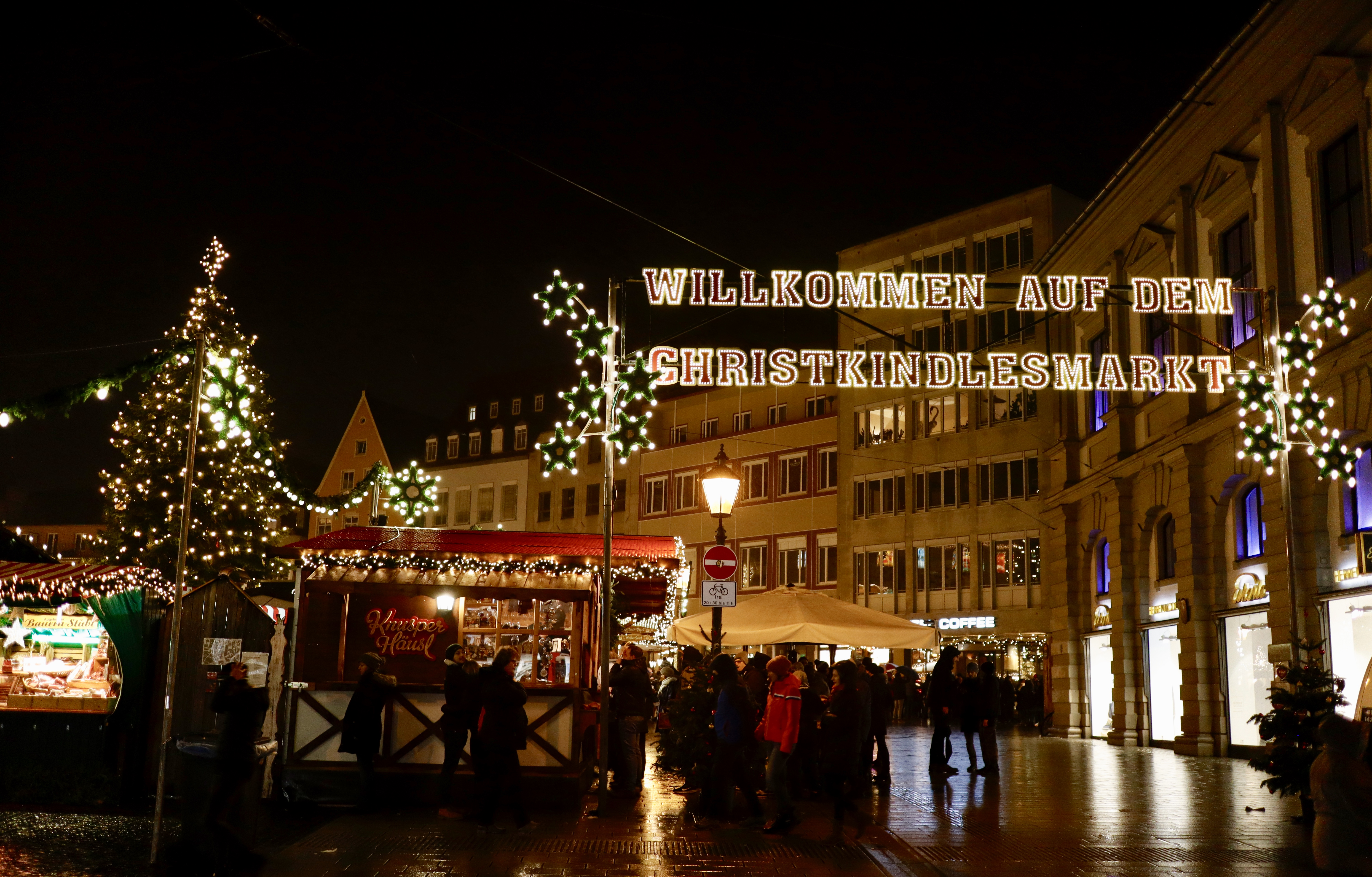
Augsburger Christkindlesmarkt

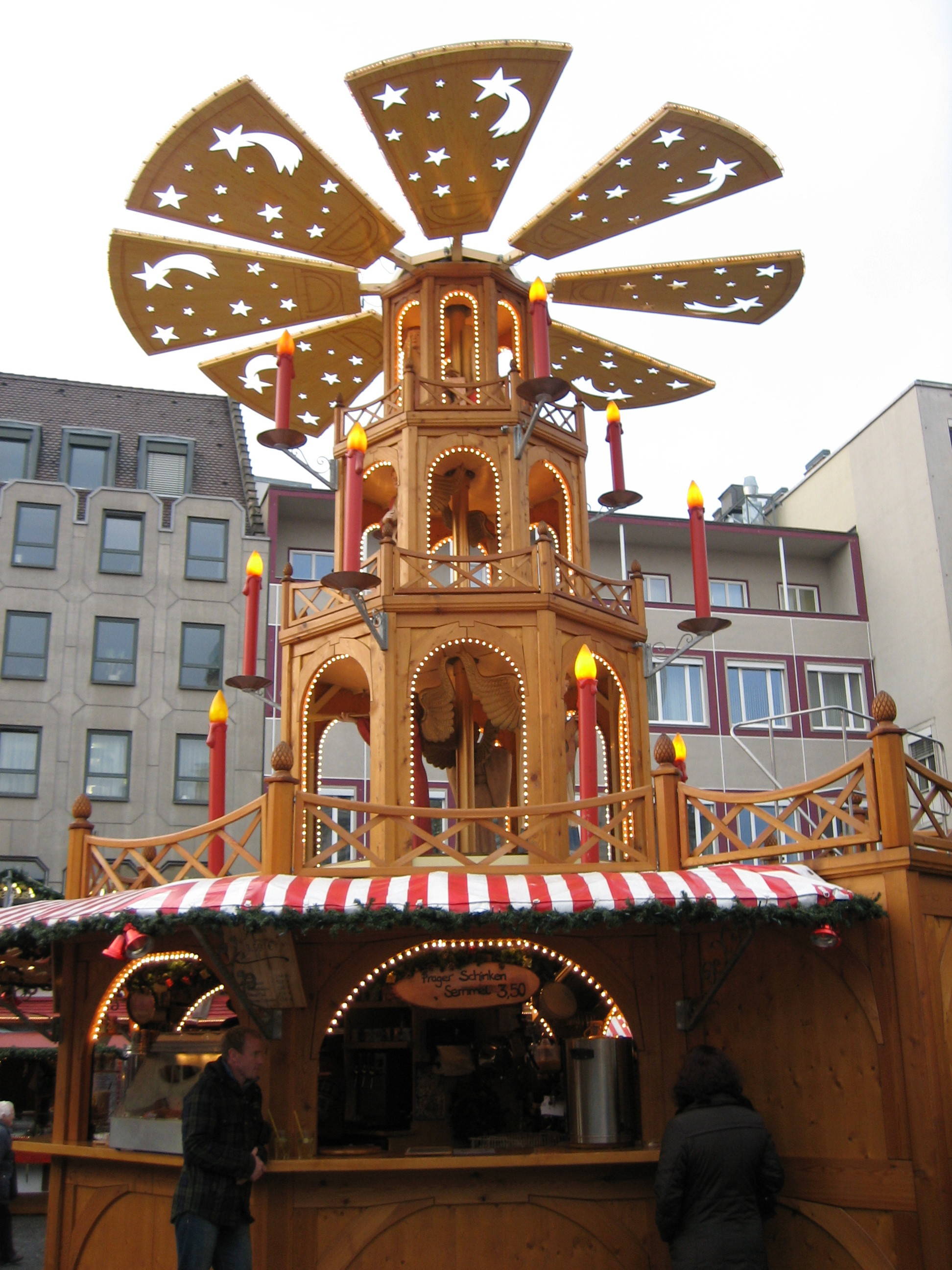
Pyramide auf dem Christkindlesmarkt

Der Augsburger Christkindlesmarkt ist einer der ältesten Weihnachtsmärkte Deutschlands. Seinen Ursprung hat der Markt bereits im 15. Jahrhundert. Den Namen „Christkindlesmarkt“ trägt er offiziell seit 1949.

## Geschichte des Augsburger Christkindlesmarktes
Lebkuchen als Naschwerk zur Weihnachtszeit spielten ab dem 12./13. Jahrhundert eine große Rolle. Die Lebkuchenbäcker verzierten ihr Weihnachtsgebäck mit Motiven von schönen Frauen und stolzen Rittern und boten sie den Bürgern feil. Gemeinsam mit den ersten Weihnachtskrippen aus Italien und allerlei festlichem Wandschmuck dürften sie die Verkaufsschlager auf dem  Augsburger Weihnachtsmarkt gewesen sein, der als „Lebzeltermarkt“ im Jahr 1498 in einem städtischen Protokoll erwähnt wird. Der Rat der Stadt regelte am 22. Dezember 1498 die einheitliche Gestaltung der Verkaufsstände vor dem Dom und am Perlachturm. Dieser Text erwähnt einen Verkauf „seit allter herkommen“. Im Jahr 1527 wird das Abhalten eines Lebkuchenmarktes am alten Rathaus, das dem heutigen Gebäude weichen musste, neuerlich in Akten dokumentiert.
Der Christkindlesmarkt verfügt über mehrere historische Benennungen. Bis etwa um das Jahr 1800 existiert er auch als Nikolai-Markt, an dem an drei Tagen im Advent Krippenschnitzer aus dem vor der Stadt gelegenen Dorf Oberhausen ihrer Kundschaft mit weihnachtlicher Ware dienten. Das 1808 offiziell Weihnachts- und Christmarkt genannte Ereignis ging in den damaligen Sprachgebrauch der Bevölkerung als Christkindles Kirreweyh ein. Im Jahr 1815 gruppierten sich die Buden vom 21. bis 24. Dezember um den Platz am Merkurbrunnen.
Im Laufe der Jahrhunderte wurde der Markt immer wieder verlegt, sodass er inzwischen fast überall in der Augsburger Innenstadt schon einmal zuhause war. Im 19. Jahrhundert noch in der Maximilianstraße zog er 1898 beispielsweise in die Ludwigstraße, 1903 an den Oberen Graben, 1924 auf den Jakobsplatz und 1930 an den Obstmarkt. Am Königsplatz fand er 1933 bis 1943 und 1945/46 statt, bei St. Anna 1947, in der Fuggerstraße 1948 bis 1951 bzw. 1961/62 und auf dem Elias-Holl-Platz von 1952 bis 1960. Seit 1963 befindet sich der Christkindlesmarkt auf dem Augsburger Rathausplatz.

## Wissenswertes
Der Christkindlesmarkt beginnt in der Regel am Montag vor dem 1. Advent und endet am 24. Dezember. Seit 1977 findet an den Adventswochenenden jeweils um 18 Uhr sowie zur Eröffnung und zum Abschluss des Marktes das „Engelesspiel“ statt. Dabei erscheinen zu weihnachtlicher Musik in den Fenstern sowie auf dem Balkon des prachtvollen Augsburger Rathauses 24 Engel, deren Kostüme einem Altarbild Hans Holbeins des Älteren nachempfunden sind.